# Kémiai Nobel-díj
A kémiai Nobel-díj egyike az Alfred Bernhard Nobel által alapított Nobel-díjnak. A kémiai Nobel-díjat 1901 óta adják át, melyet a Svéd Királyi Tudományos Akadémia ítél oda a kémia területén kimagasló eredményt elért magánszemélyeknek. Több alkalommal nem osztották ki az elismerést, a díjjal járó pénzösszeg a Nobel-díj fő alapjába vagy a kémiai szekció alapjába lett visszaforgatva.

## 1901–1909
| Év   | Díjazott                     | Ország                       | Indoklás |
| ---- | ---------------------------- | ---------------------------- | --- |
| 1901 | Jacobus Henricus van ’t Hoff | Hollandia                    | „a kémiai dinamika és az oldatokban fellépő ozmózisnyomás törvényeinek felfedezéséért”                                |
| 1902 | Hermann Emil Fischer         | Németország                  | „a cukrok és purinszármazékok vizsgálatáért, illetve szintéziséért”                                                   |
| 1903 | Svante August Arrhenius      | Svédország                   | „az elektrolitos disszociáció elméletének kidolgozásáért”                                                             |
| 1904 | Sir William Ramsay           | Egyesült Királyság           | „a levegőben található inert gázok felfedezéséért, valamint periódusos rendszerben elfoglalt helyük meghatározásáért” |
| 1905 | Adolf von Baeyer             | Németország                  | „a szerves festékek és a hidroaromás vegyületek kutatásáért”                                                          |
| 1906 | Henri Moissan                | Franciaország                | „a fluor izolálásáért és a róla elnevezett elektromos kemence felfedezéséért”                                         |
| 1907 | Eduard Buchner               | Németország                  | „biokémiai kutatásaiért és a sejtmentes fermentáció felfedezéséért”                                                   |
| 1908 | Sir Ernest Rutherford        | Egyesült Királyság Új-Zéland | „az elemek bomlásának kutatásáért és a radioaktív anyagok kémiájában elért eredményeiért”                             |
| 1909 | Wilhelm Ostwald              | Németország                  | „a katalízis terén végzett munkájáért, valamint a kémiai egyensúly és reakciósebesség alapelveinek kutatásáért”       |

## 1910–1919
| Év   | Díjazott               | Ország                      | Indoklás                                                                                                 |
| ---- | ---------------------- | --------------------------- | --- |
| 1910 | Otto Wallach           | Németország                 | „az aliciklusos vegyületekkel végzett munkásságáért”                                                     |
| 1911 | Maria Skłodowska-Curie | Lengyelország Franciaország | „a rádium és a polónium felfedezéséért, a rádium izolálásáért, tulajdonságai és vegyületei elemzéséért”  |
| 1912 | Victor Grignard        | Franciaország               | „a Grignard-reagens felfedezéséért”                                                                      |
| 1912 | Paul Sabatier          | Franciaország               | „szerves vegyületek finom eloszlású fémek jelenlétében végzett hidrogénezési módszerének felfedezéséért” |
| 1913 | Alfred Werner          | Svájc                       | „a molekulákban levő kötések kutatásáért”                                                                |
| 1914 | Theodore W. Richards   | USA                         | „nagyszámú kémiai elem atomsúlyának pontos meghatározásáért”                                             |
| 1915 | Richard Willstätter    | Németország                 | „a növényi festékanyagok, különösen a klorofill tanulmányozásáért”                                       |
| 1916 | nem osztották ki       | nem osztották ki            | nem osztották ki                                                                                         |
| 1917 | nem osztották ki       | nem osztották ki            | nem osztották ki                                                                                         |
| 1918 | Fritz Haber            | Németország                 | „ammónia elemeiből történő szintéziséért”                                                                |
| 1919 | nem osztották ki       | nem osztották ki            | nem osztották ki                                                                                         |

## 1920–1929
| Év   | Díjazott               | Ország                   | Indoklás |
| ---- | ---------------------- | ------------------------ | --- |
| 1920 | Walther Hermann Nernst | Németország              | „a termokémia területén végzett munkásságáért”                                                                                        |
| 1921 | Frederick Soddy        | Egyesült Királyság       | „a radioaktív anyagok kémiájáról szerzett ismereteink bővítéséért, valamint az izotópok eredetének és természetének vizsgálatáért”    |
| 1922 | Francis William Aston  | Egyesült Királyság       | „nagyszámú nem-radioaktív elem izotópjainak tömegspektrográfiás felfedezéséért és az egész-szám szabály felállításáért”               |
| 1923 | Fritz Pregl            | Ausztria                 | „szerves vegyületek mikroanalízis módszerének kidolgozásáért”                                                                         |
| 1924 | nem osztották ki       | nem osztották ki         | nem osztották ki |
| 1925 | Zsigmondy Richárd      | Magyarország Németország | „a kolloid oldatok heterogén természetének bizonyításáért és a modern kolloidkémiában alapvető fontosságúvá vált módszereiért”        |
| 1926 | Theodor Svedberg       | Svédország               | „a diszperz rendszereken végzett kutatásaiért”                                                                                        |
| 1927 | Heinrich Otto Wieland  | Németország              | „az epesavak és rokonvegyületek szerkezetének vizsgálatáért”                                                                          |
| 1928 | Adolf Windaus          | Németország              | „a szterinek szerkezetvizsgálata terén elért eredményeiért, valamint e vegyületcsoport vitaminokkal való kapcsolatának vizsgálatáért” |
| 1929 | Arthur Harden          | Egyesült Királyság       | „a cukor erjedésének és az erjesztő enzimek vizsgálatáért”                                                                            |
| 1929 | Hans von Euler-Chelpin | Svédország               | „a cukor erjedésének és az erjesztő enzimek vizsgálatáért”                                                                            |

## 1930–1939
| Év   | Díjazott              | Ország             | Indoklás |
| ---- | --------------------- | ------------------ | --- |
| 1930 | Hans Fischer          | Németország        | „a hemin és a klorofill szerkezetének vizsgálatáért, és különösen a hemin szintéziséért”                                          |
| 1931 | Carl Bosch            | Németország        | „a nagynyomású kémiai eljárások feltalálásáért és kidolgozásáért”                                                                 |
| 1931 | Friedrich Bergius     | Németország        | „a nagynyomású kémiai eljárások feltalálásáért és kidolgozásáért”                                                                 |
| 1932 | Irving Langmuir       | USA                | „a felületi kémia területén végzett kutatásaiért és elért eredményeiért”                                                          |
| 1933 | nem osztották ki      | nem osztották ki   | nem osztották ki |
| 1934 | Harold C. Urey        | USA                | „a nehézhidrogén felfedezéséért”                                                                                                  |
| 1935 | Frédéric Joliot-Curie | Franciaország      | „új radioaktív elemek szintéziséért”                                                                                              |
| 1935 | Irène Joliot-Curie    | Franciaország      | „új radioaktív elemek szintéziséért”                                                                                              |
| 1936 | Peter Debye           | Hollandia          | „a molekulaszerkezet vizsgálatáért a dipólusmomentum és gázokban lejátszódó röntgendiffrakció és elektrondiffrakció segítségével” |
| 1937 | Norman Haworth        | Egyesült Királyság | „a szénhidrátok és a C-vitamin vizsgálatáért”                                                                                     |
| 1937 | Paul Karrer           | Svájc              | „a karotinoidok, a flavonoidok, az A- és B2-vitaminok vizsgálatáért”                                                              |
| 1938 | Richard Kuhn          | Náci Németország   | „a karotinoidok és a vitaminok vizsgálatáért”                                                                                     |
| 1939 | Adolf Butenandt       | Náci Németország   | „a nemi hormonok kutatásáért” |
| 1939 | Leopold Ružička       | Horvátország Svájc | „a polimetilének és a nagyobb szénatomszámú terpének vizsgálatáért”                                                               |

## 1940–1949
| Év   | Díjazott           | Ország                  | Indoklás |
| ---- | ------------------ | ----------------------- | --- |
| 1940 | nem osztották ki   | nem osztották ki        | nem osztották ki |
| 1941 | nem osztották ki   | nem osztották ki        | nem osztották ki |
| 1942 | nem osztották ki   | nem osztották ki        | nem osztották ki |
| 1943 | Hevesy György      | Magyarország Svédország | „az izotópok nyomjelzőként történő alkalmazásáért a kémiai folyamatok vizsgálatában”                                                                              |
| 1944 | Otto Hahn          | Náci Németország        | „a nehéz atommagok hasadásának felfedezéséért” |
| 1945 | Artturi Virtanen   | Finnország              | „az agro- és élelmiszerkémia területén végzett munkájáért, különös tekintettel a takarmányok és a takarmánynövények tartósítására kidolgozott módszeréért”        |
| 1946 | James B. Sumner    | USA                     | „felfedezéséért, miszerint az enzimek kristályosíthatók” |
| 1946 | John Northrop      | USA                     | „az enzimek és vírusfehérjék tiszta formában történő előállításáért”                                                                                              |
| 1946 | Wendell M. Stanley | USA                     | „az enzimek és vírusfehérjék tiszta formában történő előállításáért”                                                                                              |
| 1947 | Robert Robinson    | Egyesült Királyság      | „a biológiailag fontos növényi anyagok, elsősorban az alkaloidok vizsgálatáért”                                                                                   |
| 1948 | Arne Tiselius      | Svédország              | „az elektroforézis és az adszorpciós analízis területén folytatott kutatásaiért, különösen a szérumfehérjék komplex természetével kapcsolatos felfedezéseiért”    |
| 1949 | William Giauque    | USA                     | „a kémiai termodinamika területén elért eredményeiért, különösen az anyagok abszolút nulla fokhoz közeli hőmérsékleteken mutatott tulajdonságainak vizsgálatáért” |

## 1950–1959
| Év   | Díjazott                                                      | Ország             | Indoklás |
| ---- | ------------------------------------------------------------- | ------------------ | --- |
| 1950 | Otto Diels                                                    | Nyugat-Németország | „a diénszintézis felfedezéséért és kifejlesztéséért”                                                                                                 |
| 1950 | Kurt Alder                                                    | Nyugat-Németország | „a diénszintézis felfedezéséért és kifejlesztéséért”                                                                                                 |
| 1951 | Edwin M. McMillan                                             | USA                | „a Transzurán elemek kémiája terén elért eredményeikért”                                                                                             |
| 1951 | Glenn T. Seaborg                                              | USA                | „a Transzurán elemek kémiája terén elért eredményeikért”                                                                                             |
| 1952 | Archer Martin                                                 | Egyesült Királyság | „a megoszlásos kromatográfia kifejlesztéséért” |
| 1952 | Richard Synge                                                 | Egyesült Királyság | „a megoszlásos kromatográfia kifejlesztéséért” |
| 1953 | Hermann Staudinger                                            | Nyugat-Németország | „a makromolekuláris kémia területén végzett kutatásaiért”                                                                                            |
| 1954 | Linus Pauling                                                 | USA                | „a kémiai kötés természetének kutatása terén elért eredményeiért, és ezeknek a komplex vegyületek szerkezetmeghatározásban történő felhasználásáért” |
| 1955 | Vincent du Vigneaud                                           | USA                | „a biokémiai szempontból jelentős kén vegyületek terén végzett munkájáért és az első polipeptid hormon szintéziséért”                                |
| 1956 | Sir Cyril Norman Hinshelwood                                  | Egyesült Királyság | „a kémiai reakciók mechanizmusának feltárásában végzett kutatásaikért”                                                                               |
| 1956 | Nyikolaj Nyikolajevics Szemjonov (Никола́й Никола́евич Семёнов) | Szovjetunió        | „a kémiai reakciók mechanizmusának feltárásában végzett kutatásaikért”                                                                               |
| 1957 | Alexander R. Todd                                             | Egyesült Királyság | „a nukleotidok és nukleotid koenzimek területén végzett munkájáért”                                                                                  |
| 1958 | Frederick Sanger                                              | Egyesült Királyság | „a fehérjék, elsősorban az inzulin szerkezetének feltárásáért”                                                                                       |
| 1959 | Jaroslav Heyrovský                                            | Csehszlovákia      | „a polarográfiás módszerek felfedezéséért és kidolgozásáért”                                                                                         |

## 1960–1969
| Év   | Díjazott         | Ország             | Indoklás                                                                                |
| ---- | ---------------- | ------------------ | --------------------------------------------------------------------------------------- |
| 1960 | Willard F. Libby | USA                | „a szén-14 izotóp kormeghatározásra való felhasználásáért”                              |
| 1961 | Melvin Calvin    | USA                | „a növények szén-dioxid felvételének vizsgálatáért”                                     |
| 1962 | Max Perutz       | Egyesült Királyság | „a globuláris fehérjék kutatásában elért eredményeikért”                                |
| 1962 | John Kendrew     | Egyesült Királyság | „a globuláris fehérjék kutatásában elért eredményeikért”                                |
| 1963 | Karl Ziegler     | Nyugat-Németország | „a polimerek terén elért felfedezéseikért”                                              |
| 1963 | Giulio Natta     | Olaszország        | „a polimerek terén elért felfedezéseikért”                                              |
| 1964 | Dorothy Hodgkin  | Egyesült Királyság | „a fontosabb biokémiai anyagok szerkezetének krisztallográfiával történő vizsgálatáért” |
| 1965 | Robert Woodward  | USA                | „a természetes szerves anyagok szintézisének terén elért eredményeiért”                 |
| 1966 | Robert Mulliken  | USA                | „a kémiai kötések és a molekulák elektronszerkezetének terén végzett kutatásaiért”      |
| 1967 | Manfred Eigen    | Nyugat-Németország | „a rendkívül gyors kémiai reakciók terén elért eredményeiért”                           |
| 1967 | Ronald Norrish   | Egyesült Királyság | „a rendkívül gyors kémiai reakciók terén elért eredményeiért”                           |
| 1967 | George Porter    | Egyesült Királyság | „a rendkívül gyors kémiai reakciók terén elért eredményeiért”                           |
| 1968 | Lars Onsager     | USA                | „a róla elnevezett termodinamikai szimmetria-összefüggések felfedezéséért”              |
| 1969 | Derek Barton     | Egyesült Királyság | „a fehérjék harmadlagos szerkezetének kutatásáért”                                      |
| 1969 | Odd Hassel       | Norvégia           | „a fehérjék harmadlagos szerkezetének kutatásáért”                                      |

## 1970–1979
| Év   | Díjazott                   | Ország                        | Indoklás |
| ---- | -------------------------- | ----------------------------- | --- |
| 1970 | Luis Leloir                | Argentína                     | „a cukornukleotidok szerkezetének meghatározásáért és a szénhidrátok bioszintézisének kutatásáért”                          |
| 1971 | Gerhard Herzberg           | Nyugat-Németország Kanada     | „az elektronszerkezetnek, a molekulák geometriájának és a szabad gyököknek a kutatásáért”                                   |
| 1972 | Christian Anfinsen         | USA                           | „a ribonukleázok terén végzett kutatásaiért”                                                                                |
| 1972 | Stanford Moore             | USA                           | „a ribonukleáz molekula katalitikus aktivitása és a kémiai szerkezet közötti kapcsolat feltárásáért”                        |
| 1972 | William H. Stein           | USA                           | „a ribonukleáz molekula katalitikus aktivitása és a kémiai szerkezet közötti kapcsolat feltárásáért”                        |
| 1973 | Ernst Otto Fischer         | Nyugat-Németország            | „a fémorganikus vegyületek kémiájának területén végzett munkájukért”                                                        |
| 1973 | Geoffrey Wilkinson         | Egyesült Királyság            | „a fémorganikus vegyületek kémiájának területén végzett munkájukért”                                                        |
| 1974 | Paul Flory                 | USA                           | „a makromolekulák fizikai kémiájának kutatásában végzett mind elméleti, mind gyakorlati, alapvető jelentőségű kutatásaiért” |
| 1975 | John Cornforth             | Ausztrália Egyesült Királyság | „az enzim-katalizált reakciók sztereokémiájának kutatásáért”                                                                |
| 1975 | Vladimir Prelog            | Jugoszlávia Svájc             | „a szerves molekulák és reakcióik sztereokémiájának kutatásáért”                                                            |
| 1976 | William Nunn Lipscomb, Jr. | USA                           | „a boránok szerkezetének kutatásáért”                                                                                       |
| 1977 | Ilya Prigogine             | Belgium                       | „az irreverzibilis termodinamika és a disszipatív struktúrák kutatásában elért eredményeiért”                               |
| 1978 | Peter D. Mitchell          | Egyesült Királyság            | „a kemiozmotikus elmélet megalkotásáért”                                                                                    |
| 1979 | Herbert Charles Brown      | USA                           | „a szerves és szervetlen bórvegyületekkel kapcsolatban végzett úttörő munkásságukért”                                       |
| 1979 | Georg Wittig               | Németország                   | „a szerves és szervetlen bórvegyületekkel kapcsolatban végzett úttörő munkásságukért”                                       |

## 1980–1989
| Év   | Díjazott                 | Ország                    | Indoklás |
| ---- | ------------------------ | ------------------------- | --- |
| 1980 | Paul Berg                | USA                       | „a nukleinsavakkal kapcsolatos alapvető kutatásaiért, különös tekintettel a rekombináns DNS-re”                                                                                              |
| 1980 | Walter Gilbert           | USA                       | „nukleinsavak bázisszekvenciáinak meghatározása kapcsán” |
| 1980 | Frederick Sanger         | Egyesült Királyság        | „nukleinsavak bázisszekvenciáinak meghatározása kapcsán” |
| 1981 | Fukui Kenicsi (福井謙一) | Japán                     | „a kémiai reakciók mechanizmusainak (egymástól függetlenül végzett) vizsgálatáért” |
| 1981 | Roald Hoffmann           | USA Lengyelország         | „a kémiai reakciók mechanizmusainak (egymástól függetlenül végzett) vizsgálatáért” |
| 1982 | Aaron Klug               | Egyesült Királyság        | „a krisztallográfiai elektronmikroszkópia kifejlesztéséért és a biológiailag fontos nukleinsav-fehérje-komplexek szerkezetének kutatásáért”                                                  |
| 1983 | Henry Taube              | USA                       | „az elektron-transzfer reakciók mechanizmusának feltárásáért” |
| 1984 | Robert Bruce Merrifield  | USA                       | „a meghatározott aminosav sorrendű polipeptidek szilárd fázisú szintéziséért” |
| 1985 | Herbert Hauptman         | USA                       | „azon matematikai módszerek kifejlesztéséért, amelyekkel a vegyületek kristályain diffrakciót szenvedő röntgensugarak mintázataiból kiszámítható a kémiai vegyületek molekuláris szerkezete” |
| 1985 | Jerome Karle             | USA                       | „azon matematikai módszerek kifejlesztéséért, amelyekkel a vegyületek kristályain diffrakciót szenvedő röntgensugarak mintázataiból kiszámítható a kémiai vegyületek molekuláris szerkezete” |
| 1986 | Dudley Herschbach        | USA                       | „a kémiai reakciók dinamikájának kutatásáért” |
| 1986 | Li Jüan-csö (李遠哲)     | USA Tajvan                | „a kémiai reakciók dinamikájának kutatásáért” |
| 1986 | Polányi János            | Magyarország Kanada       | „a kémiai reakciók dinamikájának kutatásáért” |
| 1987 | Donald Cram              | Amerikai Egyesült Államok | „az élő rendszerek anyagainak kémiai viselkedését utánzó molekulák létrehozásáért” |
| 1987 | Jean-Marie Lehn          | Franciaország             | „az élő rendszerek anyagainak kémiai viselkedését utánzó molekulák létrehozásáért” |
| 1987 | Charles Pedersen         | USA                       | „az élő rendszerek anyagainak kémiai viselkedését utánzó molekulák létrehozásáért” |
| 1988 | Johann Deisenhofer       | Nyugat-Németország        | „a fotoszintetikus reakció központ 3 dimenziós felépítésének meghatározásáért” |
| 1988 | Robert Huber             | Nyugat-Németország        | „a fotoszintetikus reakció központ 3 dimenziós felépítésének meghatározásáért” |
| 1988 | Hartmut Michel           | Nyugat-Németország        | „a fotoszintetikus reakció központ 3 dimenziós felépítésének meghatározásáért” |
| 1989 | Sidney Altman            | Kanada USA                | „az RNS katalitikus tulajdonságainak felfedezéséért” |
| 1989 | Thomas Cech              | USA                       | „az RNS katalitikus tulajdonságainak felfedezéséért” |

## 1990–1999
| Év   | Díjazott               | Ország             | Indoklás |
| ---- | ---------------------- | ------------------ | --- |
| 1990 | Elias James Corey      | USA                | „a szerves szintézis elméletének és módszertanának fejlesztéséért”                                          |
| 1991 | Richard Ernst          | Svájc              | „a nagy felbontású mágneses magrezonancia módszertan fejlesztéséhez való hozzájárulásáért”                  |
| 1992 | Rudolph Marcus         | USA Kanada         | „az elektron átadó reakciókról a kémiai rendszerekben elméletéért”                                          |
| 1993 | Kary Banks Mullis      | USA                | „a polimeráz-láncreakciós (PCR) eljárás feltalálásáért”                                                     |
| 1993 | Michael Smith          | Kanada             | „a polimeráz-láncreakciós (PCR) eljárás feltalálásáért”                                                     |
| 1994 | Oláh György            | Magyarország USA   | „a karbokation kémiához való hozzájárulásáért”                                                              |
| 1995 | Paul J. Crutzen        | Hollandia          | „az atmoszféra kémiájának kutatásáért, különösen az ózonképződés és -lebomlás vizsgálatáért”                |
| 1995 | Mario J. Molina        | Mexikó             | „az atmoszféra kémiájának kutatásáért, különösen az ózonképződés és -lebomlás vizsgálatáért”                |
| 1995 | Frank Sherwood Rowland | USA                | „az atmoszféra kémiájának kutatásáért, különösen az ózonképződés és -lebomlás vizsgálatáért”                |
| 1996 | Robert Curl            | USA                | „a fullerének felfedezéséért.”                                                                              |
| 1996 | Sir Harold Kroto       | Egyesült Királyság | „a fullerének felfedezéséért.”                                                                              |
| 1996 | Richard Smalley        | USA                | „a fullerének felfedezéséért.”                                                                              |
| 1997 | Paul D. Boyer          | USA                | „az adenozin-trifoszfát- (ATP-)szintézis alapjául szolgáló enzimatikus folyamat részleteinek tisztázásáért” |
| 1997 | John Ernest Walker     | Egyesült Királyság | „az adenozin-trifoszfát- (ATP-)szintézis alapjául szolgáló enzimatikus folyamat részleteinek tisztázásáért” |
| 1997 | Jens Christian Skou    | Dánia              | „egy ionszállító enzim, a Na+/K+-ATPáz azonosításáért”                                                      |
| 1998 | Walter Kohn            | USA                | „»sűrűségfunkcionál«-elmélet fejlesztéséért”                                                                |
| 1998 | John Pople             | USA                | „ számítási eljárások fejlesztéséért a kvantumkémia területén”                                              |
| 1999 | Ahmed Zewail           | USA Egyiptom       | „femtoszekundumos spektroszkópia területén végzett kémiai reakciók átmeneti állapotainak tanulmányozásáért” |

## 2000–2009
| Év   | Díjazott                   | Ország                       | Indoklás |
| ---- | -------------------------- | ---------------------------- | --- |
| 2000 | Alan Heeger                | USA                          | „a vezetőképes polimerek felfedezéséért és fejlesztéséért” |
| 2000 | Alan MacDiarmid            | USA Új-Zéland                | „a vezetőképes polimerek felfedezéséért és fejlesztéséért” |
| 2000 | Sirakava Hideki (白川英樹) | Japán                        | „a vezetőképes polimerek felfedezéséért és fejlesztéséért” |
| 2001 | William Knowles            | USA                          | „a királisan katalizált hidrogénezési reakciók tanulmányozásáért” |
| 2001 | Nojori Rjódzsi (野依良治)  | Japán                        | „a királisan katalizált hidrogénezési reakciók tanulmányozásáért” |
| 2001 | Karl Barry Sharpless       | USA                          | „a királisan katalizált oxidációs reakciók tanulmányozásáért” |
| 2002 | Kurt Wüthrich              | Svájc                        | „elkülönítő módszer fejlesztéséért a biológiai makromolekulák tömegspektrometriás elemzése területén” másrészt: „a mágneses magrezonancia spektroszkópia területén a biológiai makromolekulák 3 dimenziós szerkezete meghatározhatóságának megoldásáért” |
| 2002 | John Fenn                  | USA                          | „elkülönítő módszer fejlesztéséért a biológiai makromolekulák tömegspektrometriás elemzése területén” másrészt: „a mágneses magrezonancia spektroszkópia területén a biológiai makromolekulák 3 dimenziós szerkezete meghatározhatóságának megoldásáért” |
| 2002 | Tanaka Kóicsi (田中耕一)   | Japán                        | „elkülönítő módszer fejlesztéséért a biológiai makromolekulák tömegspektrometriás elemzése területén” másrészt: „a mágneses magrezonancia spektroszkópia területén a biológiai makromolekulák 3 dimenziós szerkezete meghatározhatóságának megoldásáért” |
| 2003 | Peter Agre                 | USA                          | „a vízcsatornák felfedezéséért a sejtmembránban és ioncsatorna(ák) felépítésének és működésének tanulmányozásáért” |
| 2003 | Roderick MacKinnon         | USA                          | „a vízcsatornák felfedezéséért a sejtmembránban és ioncsatorna(ák) felépítésének és működésének tanulmányozásáért” |
| 2004 | Aaron Ciechanover          | Izrael                       | „az ubikvitin-közvetítette fehérjebontás felfedezéséért” |
| 2004 | Avram Hersko               | Izrael                       | „az ubikvitin-közvetítette fehérjebontás felfedezéséért” |
| 2004 | Irwin Rose                 | USA                          | „az ubikvitin-közvetítette fehérjebontás felfedezéséért” |
| 2005 | Yves Chauvin               | Franciaország                | „a szerves szintézisen belüli metatézis-módszer kifejlesztésért” |
| 2005 | Robert Grubbs              | USA                          | „a szerves szintézisen belüli metatézis-módszer kifejlesztésért” |
| 2005 | Richard Schrock            | USA                          | „a szerves szintézisen belüli metatézis-módszer kifejlesztésért” |
| 2006 | Roger Kornberg             | USA                          | „az eukarióták transzkripciójának molekuláris bázisának kutatásáért” |
| 2007 | Gerhard Ertl               | Németország                  | „a szilárd felületeken végbemenő kémiai folyamatok tanulmányozásáért” |
| 2008 | Martin Chalfie             | USA                          | „a zöld fluoreszcens fehérje (green fluorescent protein, GFP) felfedezéséért” |
| 2008 | Simomura Oszamu            | Japán                        | „a zöld fluoreszcens fehérje (green fluorescent protein, GFP) felfedezéséért” |
| 2008 | Roger Tsien                | USA                          | „a zöld fluoreszcens fehérje (green fluorescent protein, GFP) felfedezéséért” |
| 2009 | Venkatráman Rámakrisnan    | USA India Egyesült Királyság | „a riboszóma szerkezetének és funkciójának tanulmányozásáért” |
| 2009 | Thomas A. Steitz           | USA                          | „a riboszóma szerkezetének és funkciójának tanulmányozásáért” |
| 2009 | Ada Jonat                  | Izrael                       | „a riboszóma szerkezetének és funkciójának tanulmányozásáért” |

## 2010–2019
| Év   | Díjazott             | Ország                        | Indoklás |
| ---- | -------------------- | ----------------------------- | --- |
| 2010 | Richard Heck         | USA                           | „A palládiumatomok által katalizált szerves kémiai reakciók területén elért eredményeikért”                                       |
| 2010 | Negisi Eiicsi        | Japán                         | „A palládiumatomok által katalizált szerves kémiai reakciók területén elért eredményeikért”                                       |
| 2010 | Szuzuki Akira        | Japán                         | „A palládiumatomok által katalizált szerves kémiai reakciók területén elért eredményeikért”                                       |
| 2011 | Daniel Shechtman     | Izrael                        | „A kvázikristályok felfedezéséért”                                                                                                |
| 2012 | Robert Lefkowitz     | USA                           | „A G-protein-kapcsolt receptorok felfedezéséért és működésük leírásáért”                                                          |
| 2012 | Brian Kobilka        | USA                           | „A G-protein-kapcsolt receptorok felfedezéséért és működésük leírásáért”                                                          |
| 2013 | Martin Karplus       | USA Ausztria                  | „A komplex kémiai rendszerek többszintű modelljének kifejlesztéséért”                                                             |
| 2013 | Michael Levitt       | USA Egyesült Királyság Izrael | „A komplex kémiai rendszerek többszintű modelljének kifejlesztéséért”                                                             |
| 2013 | Arieh Warshel        | USA Izrael                    | „A komplex kémiai rendszerek többszintű modelljének kifejlesztéséért”                                                             |
| 2014 | Eric Betzig          | USA                           | „A szuperfelbontású fluoreszcens mikroszkópia kifejlesztéséért”                                                                   |
| 2014 | Stefan Hell          | Németország Románia           | „A szuperfelbontású fluoreszcens mikroszkópia kifejlesztéséért”                                                                   |
| 2014 | William Moerner      | USA                           | „A szuperfelbontású fluoreszcens mikroszkópia kifejlesztéséért”                                                                   |
| 2015 | Tomas Lindahl        | Svédország                    | „A DNS-javítás mechanizmusának tanulmányozásáért”                                                                                 |
| 2015 | Paul Modrich         | USA                           | „A DNS-javítás mechanizmusának tanulmányozásáért”                                                                                 |
| 2015 | Aziz Sancar          | USA Törökország               | „A DNS-javítás mechanizmusának tanulmányozásáért”                                                                                 |
| 2016 | Jean-Pierre Sauvage  | Franciaország                 | „A molekuláris gépek kutatásáért”                                                                                                 |
| 2016 | Fraser Stoddart      | Egyesült Királyság USA        | „A molekuláris gépek kutatásáért”                                                                                                 |
| 2016 | Bernard L. Feringa   | Hollandia                     | „A molekuláris gépek kutatásáért”                                                                                                 |
| 2017 | Jacques Dubochet     | Svájc                         | „Az oldott állapotban lévő szerves molekulák nagy felbontású tanulmányozására alkalmas krio-elektronmikroszkóp kifejlesztéséért.” |
| 2017 | Joachim Frank        | Németország                   | „Az oldott állapotban lévő szerves molekulák nagy felbontású tanulmányozására alkalmas krio-elektronmikroszkóp kifejlesztéséért.” |
| 2017 | Richard Henderson    | Egyesült Királyság            | „Az oldott állapotban lévő szerves molekulák nagy felbontású tanulmányozására alkalmas krio-elektronmikroszkóp kifejlesztéséért.” |
| 2018 | Frances Arnold       | USA                           | „Az enzimek irányított evolúciójáért”                                                                                             |
| 2018 | George Pearson Smith | USA                           | „A peptidek és antitestek fág-bemutatásáért”                                                                                      |
| 2018 | Gregory Winter       | Egyesült Királyság            | „A peptidek és antitestek fág-bemutatásáért”                                                                                      |
| 2019 | John Goodenough      | USA                           | „A lítium-akkumulátorok továbbfejlesztéséért”                                                                                     |
| 2019 | Stanley Whittingham  | USA                           | „A lítium-akkumulátorok továbbfejlesztéséért”                                                                                     |
| 2019 | Josino Akira         | Japán                         | „A lítium-akkumulátorok továbbfejlesztéséért”                                                                                     |

## 2020–2029
| Év   | Díjazott | Díjazott                   | Ország                 | Indoklás |
| ---- | -------- | -------------------------- | ---------------------- | --- |
| 2020 |          | Emmanuelle Charpentier     | Franciaország          | „a genomszerkesztési módszer kidolgozásáért”                                                                               |
| 2020 |          | Jennifer A. Doudna         | USA                    | „a genomszerkesztési módszer kidolgozásáért”                                                                               |
| 2021 |          | Benjamin List              | Németország            | „az aszimmetrikus organikus katalízis felfedezéséért”                                                                      |
| 2021 |          | David MacMillan            | Egyesült Királyság USA | „az aszimmetrikus organikus katalízis felfedezéséért”                                                                      |
| 2022 |          | Carolyn R. Bertozzi        | USA                    | „A klikk-kémia és a bioortogonális kémia terén elért úttörő kutatásaikért”                                                 |
| 2022 |          | Morten P. Meldal           | Dánia                  | „A klikk-kémia és a bioortogonális kémia terén elért úttörő kutatásaikért”                                                 |
| 2022 |          | Karl Barry Sharpless       | USA                    | „A klikk-kémia és a bioortogonális kémia terén elért úttörő kutatásaikért”                                                 |
| 2023 |          | Moungi G. Bawendi          | Tunézia/USA            | „kvantumpontok és olyan kicsi nanorészecskék felfedezése és fejlesztése, amelyeknek a mérete szabályozza tulajdonságaikat” |
| 2023 |          | Alekszej Ivanovics Jekimov | Oroszország/USA        | „kvantumpontok és olyan kicsi nanorészecskék felfedezése és fejlesztése, amelyeknek a mérete szabályozza tulajdonságaikat” |
| 2023 |          | Louis E. Brus              | USA                    | „kvantumpontok és olyan kicsi nanorészecskék felfedezése és fejlesztése, amelyeknek a mérete szabályozza tulajdonságaikat” |
| 2024 |          | David Baker                | USA                    | „sikerült teljesen új típusú fehérjéket építsen fel”                                                                       |
| 2024 |          | Demis Hassabis             | Egyesült Királyság     | „mesterségesintelligencia-modellt fejlesztettek ki a fehérjék összetett szerkezetének előrejelzésére”                      |
| 2024 |          | John Jumper                | USA                    | „mesterségesintelligencia-modellt fejlesztettek ki a fehérjék összetett szerkezetének előrejelzésére”                      |